# Цакурі
Цакурі (азерб. Tsakuri) — село у Ходжавендському районі Азербайджану.
7 листопада 2020 року в ході Другої Карабаської війни було звільнене Збройними силами Азербайджану.

## Пам'ятки
У селі розташована церква «Цахкаванк» 1682 року, цвинтар 17-19 століття, джерело 19 століття, хачкар 17 століття та монастир «Пткатагі» 1670 року.